# 채권직접발행
채권직접발행(債券直接發行)은 채권발행에 따른 위험을 발행자가 모두 부담하는 경우로 공모 발행의 한 가지이다. 직접 발행의 방법으로는 매출발행과 경쟁입찰발행이 있다. 한편, 채권의 공모발행은 불특정다수(50인 이상, 증권거래법 시행령 제2조의4)의 투자자를 대상으로 채권을 발행하는 방법이다.

## 같이 보기
- 채권 (금융)